# Ilario Margarita
Ilario Margarita (Castelrosso, 4 febbraio 1887 – Torino, 21 ottobre 1974) è stato un operaio e anarchico italiano.

## Biografia
Schedato nel 1906 dalla polizia politica, nel 1909 compone il numero unico Senza Patria; nel 1914 è tra i fondatori del Fascio Libertario Torinese. Nel 1921 è segretario dell'USI di Brescia, nel 1922 organizza gli Arditi del Popolo torinesi; costretto dopo alcuni arresti a espatriare in vari paesi, nel 1927 è temporaneamente direttore della pubblicazione americana L'Adunata dei Refrattari e successivamente de L'Aurora di Boston.

Nel 1936 torna in Europa, a Barcellona, per arruolarsi nella Colonna Ortiz e poi nella Colonna Italiana combattendo contro le forze franchiste. Tornato in Italia, viene processato e condannato a cinque anni di confino nelle Tremiti, per attività antifascista all’estero; rilasciato nel 1943, entra nella Resistenza.
Nel dopoguerra è scrittore e attivista della Federazione Anarchica Piemontese, da cui esce poco tempo dopo per formare un gruppo autonomo, e promuove la ricostituzione dell’USI. Nel 1962 rappresenta il Gruppo “Bakunin” di Torino, da lui promosso, nel Convegno Nazionale di Senigallia. Negli anni Sessanta pubblica alcuni numeri de La Rivendicazione Sociale e della Rivoluzione Libertaria. Negli ultimi anni assunse posizioni fortemente critiche nei confronti del comunismo sovietico.